# MV Bill
Alex Pereira Barbosa (Rio de Janeiro, 3 de janeiro de 1974), mais conhecido pelo nome artístico MV Bill, é um rapper, escritor, ator, cineasta e ativista brasileiro. Iniciou a carreira na música em 1988, quando começou a escrever sambas-enredo para seu pai, sendo que em 1993 fez sua primeira participação em um disco oficial. Seu primeiro álbum foi lançado em 1998 sob o título de Traficando Informação, que contou com a faixa "Soldado do Morro". Nesta época MV Bill foi acusado de apologia ao crime. Três anos depois, gravou o segundo trabalho, chamado Declaração de Guerra, com participações de artistas como Charlie Brown Jr. e Nega Gizza. Sua discografia ainda abrange outros dois álbuns, Falcão, O Bagulho é Doido, de 2006, e Causa e Efeito, de 2010. Ainda, lançou um disco de vídeo em 2009, intitulado Despacho Urbano. Paralelamente à carreira de rapper, MV Bill lançou em 2005, junto com Celso Athayde, o livro Cabeça de Porco. No ano seguinte, Falcão - Meninos do Tráfico, disponibilizado em livro e DVD, que tornou-se conhecido nacionalmente após exibição no programa Fantástico, da Rede Globo.
O documentário conta a história de dezessete jovens que se envolveram com o tráfico de drogas, onde somente um sobreviveu. Durante as filmagens, Bill chegou a ser detido e preso por policiais. Uma sequência desse material foi lançada em 2007, sob o nome Falcão - Mulheres e o Tráfico. MV Bill também atua como ativista social, tendo criado junto com Celso Athayde a organização não-governamental Central Única das Favelas (CUFA), presente em todos os estados do Brasil. Acompanhada da CUFA, veio o Festival Hutúz e consequentemente o Prêmio Hutúz, que enquanto existiu, foi considerado o maior do gênero na América Latina. Em 2009 participou das filmagens do filme Sonhos Roubados e, no ano seguinte, passou a integrar o elenco da 18ª temporada da telenovela Malhação, exibida pela Rede Globo, como o personagem Antônio.

## Biografia

### Anos iniciais

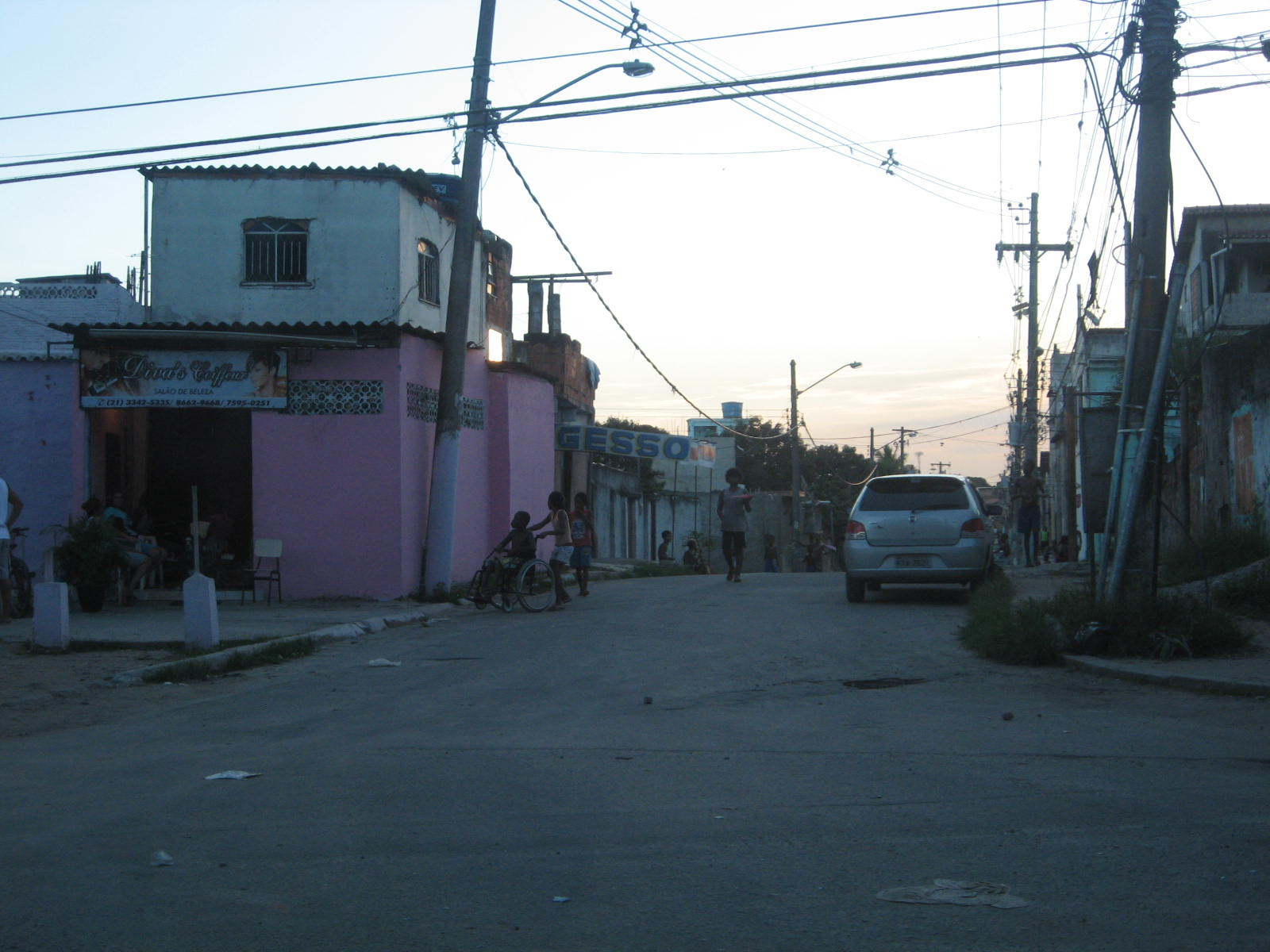
O bairro de Cidade de Deus, onde MV Bill nasceu e cresceu.

Alex Pereira Barbosa nasceu em 3 de janeiro de 1974 no bairro Cidade de Deus, localizado na cidade do Rio de Janeiro, onde reside até hoje. Seus pais são Mano Juca, que exerce a profissão de bombeiro, e Dona Cristina, dona-de-casa. Ganhou o apelido de "Bill" logo aos oito anos de idade, em referência a um rato que vinha nas figurinhas de chiclete da Copa do Mundo FIFA de 1982. Já a alcunha MV apareceu mais tarde, em 1991, quando senhoras evangélicas da Cidade de Deus o rotularam por "Mensageiro da Verdade", pelo modo como transmitia a realidade das favelas. Seu primeiro contato com o hip hop ocorreu até o 1984, através da breakdance e do Miami Bass. Mas, efetivamente, essa relação teve início em 1988, quando assistiu ao filme As Cores da Violência e leu a tradução de algumas canções presentes na trilha sonora do mesmo. A partir daí, começou a formular músicas, mas como o que predominava no seu bairro era o samba-enredo, ele cantava junto com o seu pai em uma escola de samba. Em 1993, participou da coletânea Tiro Inicial, de diversos estilos musicais, mas ainda era um desconhecido do público. Abriu vários Shows dos Racionais MC's no final dos anos 90, sempre que os rappers se apresentavam no Rio de Janeiro. E foi quando Mano Brown e Ice Blue, apresentaram uma fita demo gravada pelo Rapper carioca a gravadora Zambia, especializada em Black Music. A partir daí MV Bill se profissionalizou e gravou seu primeiro disco Mandando Fechado pela gravadora Zambia Records.

### 1998-2000: Primeiras canções eTraficando Informação
Em 1998, MV Bill lançou o disco CDD Mandando Fechado, pela gravadora Zâmbia Fonográfica, com músicas que contam a realidade do bairro em que mora, mas com o nome das pessoas alterados para preservar as respectivas identidades. Um ano depois, este álbum foi remasterizado com a adição de três novas faixas e relançado pela Natasha Records com o título Traficando Informação. O disco, que contou com a produção de Ice Blue, integrante dos Racionais MC's, teve a participações especiais de KL Jay, DJ Will,  e sua irmã estreante no vocal, Kmila CDD. As três faixas inéditas são "De Homem pra Homem", "Sem Esquecer as Favelas" e "Soldado do Morro".
Ainda em 1999, MV Bill lançou seu primeiro videoclipe, "Traficando Informação", através da Conspiração Filmes. Participou do Free Jazz Festival como um dos únicos artistas de rap, onde polemizou ao apresentar-se com uma arma na cintura, que mais tarde afirmou ser de brinquedo. Uma das suas mais famosas atitudes está o fato de só dar entrevistas na Cidade de Deus. Ficou ainda mais conhecido em 2000, ao estrelar uma campanha publicitária de televisão contra o vandalismo em telefones públicos. Em 2000, foi indicado ao Video Music Brasil com a canção "A Noite", mas acabou sendo derrotado por "Us Mano e as Mina", de Xis. Em dezembro de 2000, o rapper lançou o videoclipe de "Soldado do Morro", onde também retrata o trabalho dos traficantes no bairro. Foi acusado de apologia ao crime por usar um fuzil em todo o videoclipe e recebeu represálias negativas de algumas personalidades da música. Em contraponto, Caetano Veloso, Djavan e Gilberto Gil se posicionaram a favor de MV. O videoclipe foi premiado no Prêmio Hutúz - o maior do gênero na América Latina - como "Melhor Videoclipe do Ano" e no tradicional Video Music Brasil 2001, da MTV, como "Melhor Videoclipe de Rap".

### 2000-2005:Declaração de Guerrae estreia como escritor
No ano seguinte, lançou seu segundo álbum oficial, através da Natasha Records e da BMG, chamado Declaração de Guerra, que basicamente trata sobre os mesmos assuntos de Traficando Informação. Conforme explicado pelo artista, a declaração de guerra é em favor dos excluídos e contra o preconceito ao negro. O disco traz participações de Charlie Brown Jr., Buiú da Doze, Kmila CDD, Nega Gizza, e de seu pai. Neste trabalho, MV Bill utilizou uma expansão do rap, com outros estilos musicais, como o samba rock e a MPB. Entre os destaques estão "Dizem que Sou Louco", "Só Deus Pode me Julgar" e "Soldado Morto". Em abril de 2005, MV Bill iniciou também sua carreira de escritor, lançando junto com o produtor Celso Athayde o livro Cabeça de Porco, que foi co-escrito por Celso Athayde e Luiz Eduardo Soares e lançado pela Editora Objetiva. Ele trata da entrada rápida dos jovens da periferia no mundo do crime e utiliza dados de pesquisas etnográficas, entrevistas e filmagens.

### 2006-2007:Falcão - Meninos do TráficoeFalcão, o Bagulho é Doido

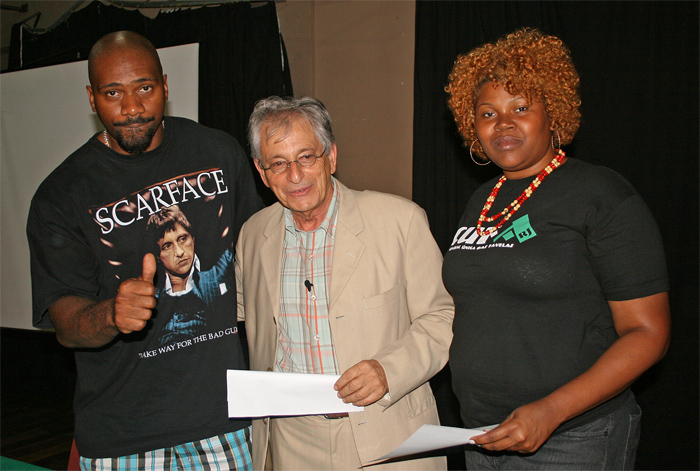
Da esquerda para a direita: MV Bill, Fernando Gabeira e Nega Gizza.

Em 2006, Bill lançou junto com Athayde o famoso livro e documentário Falcão - Meninos do Tráfico, que conta a história de dezessete meninos envolvidos com o tráfico de drogas em diferentes favelas, sendo que somente um deles sobreviveu. A partir do dia 19 de março de 2006, o documentário começou a ser exibido no programa Fantástico da Rede Globo. A primeira transmissão teve cerca de 58 minutos, correspondendo a cerca de metade do tempo do programa. Este foi um fato inédito desde 1973, quando foi a última vez que o Fantástico exibiu um documentário de produção independente. Também foi citado na Globo News e na TV Câmara na mesma semana. Por causa disto, o então presidente do Brasil Luiz Inácio Lula da Silva convidou MV Bill para uma audiência particular no Palácio do Planalto, onde foi presenteado com o DVD e o livro.
O filme recebeu o Prêmio Rei, da Espanha. Meninos do Tráfico resultou no terceiro álbum de estúdio de MV Bill, chamado Falcão, O Bagulho é Doido, lançado no mesmo ano pela Universal Records. Como uma trilha sonora do documentário, O Bagulho é Doido traz a mesma ideologia apresentada nos outros trabalhos. Caetano Veloso fez uma participação em "Língua de Tamanduá", que foi o destaque junto com "O Bagulho é Doido", "Estilo Vagabundo" (com Kmila CDD) e "Preto em Movimento". Em julho de 2007, marcou presença em outro festival contendo música brasileira em prol da preservação ambiental, o Live Earth, realizado na Praia de Copacabana. No mesmo ano, lançou o terceiro livro de sua carreira, chamado Falcão - Mulheres e o Tráfico, onde explana a mesma condição do documentário anterior, mas com as mulheres que fazem parte do tráfico de drogas.

### 2008-presente:Despacho UrbanoeCausa e Efeito
Em 2008, MV Bill estreou o programa "A Voz das Periferias", na rádio Roquette Pinto 94.1 FM. Em 2009, é lançado o primeiro DVD da carreira de MV Bill. Lançado pela gravadora independente Chapa Preta, Despacho Urbano contém dez faixas de sucesso, onze videoclipes e cinco extras, onde são incluídos depoimentos e ensaios. Este DVD fez MV Bill ser indicado novamente ao Video Music Brasil, onde foi escolhido o "Destaque no Rap" de 2009. Na última edição do Prêmio Hutúz, que foi idealizado pela Central Única das Favelas, criada pelo próprio MV, o rapper foi escolhido como um dos "Melhores grupos ou artistas solo da década" e Declaração de Guerra como "Melhores álbuns da década". Sem lançamentos inéditos desde 2006, MV Bill voltou com a música "O Bonde não Para" em 2009, juntamente com sua irmã Kmila CDD, o qual foi acompanhado de um videoclipe dirigido pelo próprio artista.
Em abril de 2010, após uma espera de cerca de um ano pelo público foi lançado pela Universal Music junto com a Chapa Preta, o álbum Causa e Efeito, onde MV apresenta um rap menos "agressivo", mas sem deixar de apresentar o conteúdo nas letras que o deixaram conhecido nacionalmente. Causa e Efeito contou com a participação de Chuck D, vocalista do aclamado Public Enemy e Chorão, do Charlie Brown Jr.. O álbum é vendido nos concertos ao preço de R$ 5. Além de "O Bonde não Para", a canção "Corrente" também ganhou um videoclipe, que foi feito em Porto Alegre, no Rio Grande do Sul, novamente com sua irmã Kmila. O álbum e os videoclipes fizeram Bill vencer pela segunda vez consecutiva a categoria "Destaque no Rap", no Video Music Brasil 2010. Em agosto do mesmo ano, teria sido confirmado que Bill iria fazer parte da trilha sonora do filme Velozes e Furiosos 5, fato que foi desmentido pelo mesmo no mês seguinte.
Em 29 de junho de 2013, lançou, em seu canal no YouTube, o extended play Monstrão.

## Outras atividades
Além da carreira de rapper e escritor, MV Bill também participou de outros projetos. O mais conhecido deles é como ativista social, quando criou junto com Celso Athayde e Nega Gizza em 1999 a Central Única das Favelas (CUFA), que está distribuída em todos os estados do Brasil. Acompanhado a CUFA, veio o Prêmio Hutúz, considerado o maior da América Latina e que teve dez edições entre 2000 e 2009. O Prêmio Hutúz faz parte de um festival que sempre teve sua abertura em 4 de novembro, o Dia da Favela, e contava com shows, batalhas de MCs, exposição de pinturas, oficinas e outras atividades. Além disso, a CUFA organiza outros projetos, como competições desportivas, de dança e grafite, rádios comunitárias e exibição de filmes. Um dos primeiros projetos de MV Bill foi a participação na criação do partido político PPPOMAR (Partido Popular Poder Para A Maioria). No entanto, ele não está em atividade devido à falta de candidatos para disputar determinado cargo.
Junto com Nega Gizza, organiza o "Efeito Cufa", que em 2004 lançou uma coletânea com dois discos. Por causa do seu trabalho na área de desenvolvimento social junto a Juventude, o rapper recebeu o prêmio de Destaque da Unicef de 2004. Juntamente a isto, foi escolhido como uma das 10 pessoas mais militantes do mundo pela UNESCO, em uma premiação realizada em Miami, nos Estados Unidos. MV Bill sempre teve um posicionamento relativamente aberto à mídia em comparação a outros artistas do hip hop alternativo, tendo sido entrevistado por diversas emissoras e revistas, inclusive a Playboy, de maio de 2006. Além de participar com o documentário Meninos do Tráfico no programa Fantástico, ele também marcou presença na emissora Rede Globo nos programas Faustão e Altas Horas. O cantor popular brasileiro Caetano Veloso cogitou a indicação do rapper para o Senado e a Presidência do país. Em 2009, MV Bill iniciou a gravação do filme Sonhos Roubados - concluída no segundo semestre do mesmo ano - que contou a realidade de três meninas da periferia carioca. O rapper viveu o papel de um ex-presidiário chamado Ricardo. Além disso, fez uma participação em um comercial da empresa Nextel, que foi gravado na Cidade de Deus e se chamou "O Bem não tem Limites". No início do segundo semestre de 2010, Bill decidiu entrar no elenco da novela Malhação, onde interpreta Antonio, um pai viúvo de uma adolescente grávida, que vive na periferia. Por falar em trechos de músicas como Novela das 6, novela das 7, novela das 8, Malhação Se soubesse como é bom ser original, de "Pare de Babar", o rapper foi alvo de diversas críticas, as quais respondeu com: Há uma mudança no comportamento da direção do programa.

## Controvérsias
MV Bill se envolveu em uma polêmica com os jornalistas da Revista Veja em 2009. Tudo começou quando a empresa R.A. Brandão Produções Artísticas, a quem pertencem os direitos autorais do livro Falcão - Mulheres e o Tráfico, foi contratada para serviços terceirizados pela Petrobrás. O jornalista Diogo Mainardi divulgou em uma postagem no seu blog intitulado "O hip hop da Petrobrás" que isto se tratava de uma "falcatrua" e que a empresa estaria recebendo mais de 4.5 milhões de reais, conforme ficou comprovado, através de 53 contratos. Desde então, o jornalista passou a ironizar Bill em todas as mensagens, utilizando ironicamente por várias vezes o termo "mano". Um tempo depois, o assunto foi retomado pelo jornalista Reinaldo Azevedo, que sustentou as acusações de Mainardi em pelo menos sete postagens. A defesa de MV Bill esteve presente em uma reportagem de nome "O hip hop é compromisso" e foi publicado em O Globo.

## Trabalhos

### Filmografia

#### Televisão
| Ano     | Título                      | Personagem / Função       | Notas                              |
| ------- | --------------------------- | ------------------------- | ---------------------------------- |
| 2006    | Falcão - Meninos do Tráfico | —                         | Documentário exibido no Fantástico |
| 2010–11 | Malhação                    | Professor Antônio Silvino | 18ª Temporada                      |
| 2011–14 | Aglomerado                  | Apresentador              | TV Brasil                          |
| 2012–16 | O Bagulho é Doido           | Apresentador              | Canal Brasil                       |
| 2013    | Se Eu Fosse Você - A Série  | Osvaldo Braga             | Temporada 1, episódio 3            |
| 2018    | Me Chama de Bruna           | Cícero                    | 3ª Temporada                       |
| 2018–23 | Hip Hop Brazil              | Apresentador              | Music Box Brasil                   |
| 2022    | As Seguidoras               | Ronan                     | Participação Especial              |
| 2024–25 | Volta por Cima              | Lindomar Souza            | Participação Especial              |

#### Cinema
| Ano  | Título                    | Personagem |
| ---- | ------------------------- | ---------- |
| 2010 | Sonhos Roubados           | Ricardo    |
| 2013 | Odeio o Dia dos Namorados | Tonhão     |
| 2022 | Barba, Cabelo & Bigode    | Sardinha   |

| - Traficando Informação (1999) - Declaração de Guerra (2002) - Falcão, O Bagulho é Doido (2006) - Causa e Efeito (2010) - Monstrão (2013) - Vitória Para Quem Acordou Agora e Vida Longa Para Quem Nunca Dormiu (2014) - Contemporâneo (2015) - Vivência (2020) - Voando Baixo (2021) - Na Visão do Morador" (2024) - Despacho Urbano (2009) - A Voz das Periferias (RJ - 94,1FM) - O Som das Ruas (Ipanema FM - Porto Alegre) | - Cabeça de Porco (2005) - Falcão - Meninos do Tráfico (2006) - Falcão - Mulheres e o Tráfico (2007) - A Vida me Ensinou a Caminhar (2022) |

## Prêmios
| Ano  | Prêmio                          | Categoria(s)                                                                                 | Ref    |
| ---- | ------------------------------- | -------------------------------------------------------------------------------------------- | ------ |
| 2000 | Prêmio Hutúz                    | Melhor álbum com "Traficando Informação" Melhor música com "Soldado do Morro" Artista do Ano | [ 12 ] |
| 2001 | Prêmio Hutúz                    | Melhor música com Só mais um maluco Melhor videoclipe com "Soldado do Morro"                 | [ 55 ] |
| 2001 | Video Music Brasil              | Melhor videoclipe de rap com "Soldado do Morro"                                              | [ 1 ]  |
| 2002 | Prêmio Hutúz                    | Melhor videoclipe com "Só Deus Pode Me Julgar"                                               | [ 56 ] |
| 2004 | Prêmio UNESCO Juventude         | Área de desenvolvimento social junto a juventude                                             | [ 10 ] |
| 2005 | Prêmio do Ministério da Justiça | Direitos humanos                                                                             | [ 57 ] |
| 2006 | Troféu Raça Negra - Afrobrás    | Ação social                                                                                  | [ 58 ] |
| 2006 | Prêmio Vladimir Herzog          | TV com "Falcão - Meninos do Tráfico"                                                         | [ 59 ] |
| 2007 | Prêmio Rei da Espanha           | Melhor documentário na TV com "Falcão - Meninos do Tráfico"                                  | [ 18 ] |
| 2007 | Festival de Cinema de Milão     | Melhor documentário com "Falcão - Meninos do Tráfico"                                        | [ 60 ] |
| 2009 | Prêmio Hutúz                    | Melhores álbuns da década com "Declaração de Guerra"                                         | [ 25 ] |
| 2009 | Prêmio Hutúz                    | Melhores artistas e grupos da década                                                         | [ 25 ] |
| 2009 | Video Music Brasil              | Melhor cantor de rap                                                                         | [ 24 ] |
| 2010 | Video Music Brasil 2010         | Melhor cantor de rap                                                                         | [ 30 ] |